# Осада Перинфа
Осада Перинфа — эпизод военной кампании македонского царя Филиппа II 340—339 годов до н. э.
Осада стратегически важного полиса на западном фракийском побережье Пропонтиды Перинфа, которая началась летом 340 года до н. э., была частью кампании Филиппа II по завоеванию Фракии и получению контроля над торговыми путями из Причерноморья в Грецию. Несмотря на большое войско, которое насчитывало около 30 тысяч воинов, и использование множества разных осадных орудий македоняне не смогли захватить Перинф. Это было обусловлено выгодным месторасположением города на высоком морском мысе, отчаянным сопротивлением горожан и помощью со стороны Византия, Афин и персов, которые опасались быстрого возвышения Македонии.
С осадой Перинфа историки связывают начало эпохи повсеместного использования осадных орудий. Также, во время осады Перинфа произошло первое вооружённое столкновение между персами и македонянами. Впоследствии Александр Македонский приводил помощь персов Перинфу в качестве одного из официальных поводов вторжения в Азию.

## Предыстория
Перинф был основан в 603 году до н. э. самоссцами на европейском, фракийском, побережье Пропонтиды. Внешняя политика Перинфа первой половины IV века до н. э. и расположенного неподалёку Византия во многом определялась их географическим положением. Близость к проливам делала их важными торговыми центрами, через которые шёл подвоз продовольствия в Афины и другие города Древней Греции. На севере и западе располагалось Одрисское царство фракийцев, в море превалировал флот Афин. Перинф входил в Афинский морской союз, который гарантировал им безопасность. Однако, после того как Одрисское царство разделилось на три части, после Союзнической войны 357—355 годов до н. э. Перинф вышел из-под опеки Афин.
В 352/351 году до н. э. Перинф заключил, направленный против правителя восточной части Фракии Керсоблепта, союз с македонским царём Филиппом II. После победы Перинф получил от македонян Герайон Тейхос. Через 10 лет Филипп II захватил Фракию, после чего Перинф и Византий стали граничить уже с владениями македонского царя. На тот момент одним из главных врагов Филиппа II были Афины, которые сильно зависели от торговли зерном через проливы. В этих условиях перинфяне, которые понимали, что их город может стать следующей целью завоевательных походов македонян, несмотря на ранее заключённый союз, предпочли принять сторону афинян отказавшись помогать Филиппу II.

## Ход боевых действий
Осада Перинфа началась в начале лета 340 года до н. э. Войско Филиппа II насчитывало около 30 тысяч воинов, а также небольшой флот. Перинф кроме крепких стен имел крайне выгодное для обороны месторасположение. Город находился на выходящем в море мысе высотой около 50 м. Террасы с домами, которые поднимались вверх представляли собой естественные оборонительные укрепления. Первоначальная тактика Филиппа II состояла в обстрелах катапультами стен города. Одновременно, лучники с осадных башен, которые в высоту достигали 37 метров (80 локтей), поражали защитников Перинфа. Горожане, несмотря на потери, строили баррикады в местах проломов и между домами, периодически отступая к следующей террасе. Во время одной из атак потерял глаз Антигон. Непрерывные штурмы и днём и ночью македонян, хоть и истощили защитников Перинфа, не привели к захвату города.
В этот критический для Перинфа момент в осаждённый город стала поступать помощь от союзников. Византий прислал воинский контингент, а также катапульты. Также, согласно Диодору Сицилийскому, по приказу персидского царя Артаксеркса III, который «с большой тревогой» наблюдал за усилением Македонии, сатрап Геллеспонтской Фригии Арсит отправил к Перинфу отряд наёмников под командованием Аполлодора с припасами, военными машинами, хлебом и значительным количеством денег. Демосфен связывал помощь персов Перинфу с личной инициативой сатрапов. А. С. Шофман отмечал, что как сатрапы, так и персидский царь были одинаково заинтересованы в поражении македонян, в связи с чем утверждения Диодора Сицилийского и Демосфена в данном вопросе равновероятны. Филипп II, чей флот был значительно слабее афинского, который базировался в Элеунте, не мог помешать подходу подкреплений в Перинф. На этом фоне македонский царь сменил тактику. Он разделил своё войско на две части, одна из которых продолжила осаждать Перинф, а вторая — направилась к Византию.
Мотивы такого действия Филиппа II до конца непонятны, существуют несколько гипотез. По одной версии, он предполагал, что основные силы Византия находятся в Перинфе и македоняне смогут захватить столь важный город на пересечении торговых путей из Понта Эвксинского в Грецию. По другой, Филипп II хотел расширить театр военных действий и, возможно, хотел официального вступления Афин в войну для получения возможностей манёвра.
Осада Византия также провалилась, и в 339 году до н. э. Филипп II заключил с Перинфом и Византием мирный договор.

## Итоги осады
Македоняне не смогли, несмотря на затраченные средства, захватить Перинф, что часть историков трактует как «неудачу» Филиппа II. Как отмечал В. И. Кузищин, поражение Филиппа II было «воспринято с ликованием» его противниками в Греции и способствовало созданию антимакедонского союза во главе с Афинами. В следующем после окончания осады Перинфа 338 году до н. э. союзное войско греков было разбито при Херонее.
Й. Уортингтон предложил несколько другой подход к оценке итога неудавшейся осады Перинфа. Историк отмечал, что данный эпизод военной истории следует оценивать в контексте военной кампании Филиппа II 340—339 года до н. э. По его мнению, взятие Перинфа, равно как и Византия, не было самоцелью македонского царя. Если бы Филипп II был нацелен исключительно на Перинф или Византий, то должен был бы вызвать подкрепления из Македонии, уделить большее внимание флоту и недопущению подвоза подкреплений. В ходе кампании 340—339 года до н. э. Филипп II смог усилить своё влияние в регионе, нарушить снабжение Афин зерном из Причерноморья, а также вынудил вступить их в войну. Уже через год после завершения осады в 338 году до н. э. Перинф, в числе других греческих городов, вступил в созданный после поражения греков при Херонее, подконтрольный македонянам Коринфский союз сохранив определённую автономию.
Во время осады произошло первое военное противостояние между войсками македонян и персидского царя, который решил не ограничиваться ролью стороннего наблюдателя резкого усиления одного из своих соседей. Формально, помощь персов Перинфу можно считать началом войны между империей Ахеменидов и Македонией, которая завершилась походом Александра Македонского, гибелью Дария III и уничтожением его державы. Впоследствии, Александр приводил этот эпизод в качестве одного из поводов и обоснований начала вторжения в Азию: «Вы помогли Перинфу, обидевшему моего отца; во Фракию, находившуюся под нашей властью, Ох послал войско».
При осаде Перинфа были впервые одновременно использованы три вида осадных орудий — тараны, катапульты и башни, которые были на тот момент техническим новшеством в македонском войске. Именно с осадой Перинфа историки связывают начало эпохи использования орудий при осадах.

### Исследования
- Борза Ю. История античной Македонии (до Александра Великого) / пер. с англ. М. М. Холода при участии А. Бодрова, О. и В. Иванцовых, 3. Барзах; научная ред. и вступ. статья М. М. Холода; приложения М. М. Холода, Э. Д. Фролова и Ю. Н. Кузьмина. — СПб.: Нестор-История, 2013. — 592 с. — (Историческая библиотека). — ISBN 978-5-44690-015-2.
- Габелко О. Л. Кем был Деметрий, полководец Филиппа (Dion. Byz. 65)? // Восток (Oriens). — 2015. — № 5. — С. 28—34. — ISSN 0869-1908.
- Кембриджская история древнего мира / под редакцией Д.-М. Льюиса, Дж. Бордмэна, С. Хорнблоуэра, М. Оствальда. Перевод, научное редактирование, примечания А. В. Зайкова. — М.: Ладомир, 2017. — Т. VI. Четвёртый век до нашей эры. Второй полутом. — 720 с. — ISBN 978-5-86218-542-3.
- Кузищин В. И. Глава XVIII. Возвышение Македонии и установление её гегемонии в Греции // История Древней Греции / Авторы: Андреев Ю. В., Кошеленко Г. А., Кузищин В. И., Маринович Л. П. Под редакцией В. И. Кузищина. — третье, переработанное и дополненное. — М.: Высшая школа, 2005. — ISBN 5-06-003676-6.
- Пальцева Л. А. Из истории архаической Греции: Мегары и мегарские колонии. — СПб.: Издательство Санкт-Петербургского университета, 1999. — ISBN 5-288-01800-6.
- Уортингтон Й[нем.]. Филипп II Македонский. — СПб. — М.: Евразия — ИД Клио, 2014. — 400 с. — ISBN 978-5-91852-053-6.
- Шауб И. Ю., Андерсен В. В. Македонцы в бою. — М.: Яуза; Эксмо, 2010. — 304 с. — (Войны мечей). — ISBN 978-5-699-39569-9.
- Шофман А. С. История античной Македонии. — Казань: Издательство Казанского университета, 1960. — Т. 1: Доэллинистическая Македония. — 300 с. — 700 экз. Архивировано 9 августа 2025 года.
- Oberhummer E[нем.]. Perinthos 1 // Paulys Realencyclopädie der classischen Altertumswissenschaft :  [нем.] / Georg Wissowa. — Stuttgart : J. B. Metzler’sche Verlagsbuchhandlung, 1937. — Bd. XIX, 1. — Kol. 802—813.